# Safijsk
Safijsk (biał. Сафійск; ros. Софийск) – wieś na Białorusi, w obwodzie mohylewskim, w rejonie mohylewskim, w sielsowiecie Suchary, przy drodze republikańskiej R96.